# Diospyros johnstoniana
Diospyros johnstoniana là một loài thực vật có hoa trong họ Thị. Loài này được Standl. & Steyerm. mô tả khoa học đầu tiên năm 1940.